# العميل رقم 13 (فلم)
العميل رقم 13 هو فيلم مصري عرض عام 1989، بطولة محمد صبحي وإيمان وصابرين، ومن إخراج مدحت السباعي.

## قصة الفيلم
تدور أحداث الفيلم حول شريف (محمد صبحي) رئيس وردية جمرك بمطار القاهرة، تحاول عصابة استخدامه لتسهيل عملياتها المريبة بحكم منصبه بالمطار، في نفس الوقت الذي يستعين به البوليس ويجنده للكشف عن هذه العصابة ويعطوه الرقم 13 ككود حركي. يبدأ شريف في تنفيذ مهمته السرية -التي لا يفصح عنها حتى لوالدته زوزو نبيل أو خطيبته وزميلته في العمل ناهد (صابرين)- بإيهام العصابة أنه مرتشي، وعلى استعداد لمجاراتهم في عمليات التهريب. وبالفعل يسهل لهم أول عملية من أجل بناء الثقة معهم حتى يتسنى له التعرف على الرجل الكبير بالرغم من تعرضه لاتهامات من زميله في العمل صبري (شعبان حسين)، ويقوم الضابط علي (نبيل الحلفاوي) بمساعدته ويطمئنه بأن رجاله سيكونون دائما بالقرب منه حتى يتمكن من القبض على العصابة.

## طاقم التمثيل
- محمد صبحي: (شريف مهران)
- إيمان: (بسمة)
- صابرين: (ناهد)
- نبيل الحلفاوي: (علي حسين)
- شعبان حسين: (صبري)
- عفاف رشاد: (مها)
- زوزو نبيل: (والدة شريف)
- علي الغندور: (عم مغاوري / زعيم العصابة)
- سمير وحيد: (ماهر عباس)
- عزت المشد: (عزيز - رئيس الجمارك)
- عبد الله مشرف: (هيما)
- فيدا: (شيري)
- جينا يوسف
- عبد الله سعد: (روما)
- محمود العراقي: (أحد أفراد العصابة)
- مصطفى طه
- عادل أبو الغيط
- أنجيل آرام: (نسمة)
- أمين عنتر: (شكري)
- عبد الجواد متولي: (اللواء شكري حسين)
- محمد حسين: (أمجد - أخو شريف)
- عبد المنعم النمر: (أحد أفراد العصابة)
- محمود البرعي: (أحد أفراد العصابة)
- صالح العويل: (أحد أفراد العصابة)
- أحمد سامي المهدي: (أحد أفراد العصابة)
- أنطوان مرزبان: (أحد أفراد العصابة)
- عاطف رزق: (أحد أفراد العصابة)
- حسني أباظة: (بودي جارد)
- حسين الشريف: (ضابط شرطة)
- سيد مصطفى: (ضابط شرطة)
- حلمي الغمراوي

## فريق العمل
- إخراج: مدحت السباعي
- تأليف: ممدوح فهمي
- مدير التصوير: إبراهيم صالح
- مونتاج: صلاح عبد الرازق
- موسيقى تصويرية: هاني شنودة
- إنتاج: سكرين 2000 (إبراهيم شوقي، صفوت غطاس)
- توزيع داخلي: أفلام إيهاب الليثي
- توزيع خرجي: سكرين 2000 (إبراهيم شوقي، صفوت غطاس)

## روابط خارجية
- مقالات تستعمل روابط فنية بلا صلة مع ويكي بيانات